# كونوا الفائزين دائما (فلم)
كونوا الفائزين دائمًا هو فيلم كوميدي في هونغ كونغ صدر عام 1994 من إخراج جاكي بانغ وبطولة توني ليونغ تشيو واي، توني ليونغ كا فاي، إريك تسانغ، ساندرا نج، إكين تشينغ، وتشارين تشان. صدر الفيلم خلال فترة رأس السنة الصينية 1994 للاحتفال بالعيد.

## القصة
المعلم الثالث شا ( توني ليونغ تشيو واي ) هو سليل عائلة مقامرة قوية يجب أن تقاتل يام تين ساو ( إكين تشينج )، سليل عائلة القمار المنافسة لإنقاذ اسم عائلته. من أجل الفوز، استأجرت Hui ملك الصين للمقامرين Hui Man-Lung ( توني ليانغ ) للمساعدة.

## الممثلون
- توني ليونج تشيو واي في دور المعلم الثالث شا
- توني ليونج كا فاي في دور هوي مان-لونج، ملك المقامرين في الصين
- إريك تسانغ في دور مربية
- ساندرا نج مثل السيدة. لولو شا
- إيكين تشينج في دور يام تين ساو
- شارين تشان كأخت شا الثالثة
- أن جان كأخت شا الثانية
- تيريزا ماك بدور القرمزي بيمبيرنيل
- لو هونغ بصفته راعي ملهى ليلي
- كيني تانيجاكي كمصور

## أنظر أيضا
- فيلم إكين تشنغ